# Championnat du monde des rallyes 2007
Navigation
2006 2008
Deux nouveaux rallyes font leur apparition : Norvège et Irlande, tandis que le Portugal fait son retour au calendrier après quatre années d'absence. Trois rallyes sortent du calendrier : Australie, Chypre et Turquie.

## Calendrier / Résultats
| Étape | Rallye                                           | Podium | Podium             | Podium                | Podium                         | Podium            |
| Étape | Rallye                                           | Pos.   | Pilote             | Voiture               | Équipe                         | Temps             |
| ----- | ------------------------------------------------ | ------ | ------------------ | --------------------- | ------------------------------ | ----------------- |
| 1     | Rallye Monte-Carlo 19–21 janvier                 | 1er    | Sébastien Loeb     | Citroën C4 WRC        | Citroën Total World Rally Team | 3 h 10 min 27 s 4 |
| 1     | Rallye Monte-Carlo 19–21 janvier                 | 2e     | Daniel Sordo       | Citroën C4 WRC        | Citroën Total World Rally Team | 3 h 11 min 05 s 6 |
| 1     | Rallye Monte-Carlo 19–21 janvier                 | 3e     | Marcus Grönholm    | Ford Focus RS WRC 06  | BP-Ford WRT                    | 3 h 11 min 50 s 2 |
|       |                                                  |        |                    |                       |                                |                   |
| 2     | Rallye de Suède 9–11 février                     | 1er    | Marcus Grönholm    | Ford Focus RS WRC 06  | BP-Ford WRT                    | 3 h 07 min 00 s 0 |
| 2     | Rallye de Suède 9–11 février                     | 2e     | Sébastien Loeb     | Citroën C4 WRC        | Citroën Total World Rally Team | 3 h 07 min 49 s 8 |
| 2     | Rallye de Suède 9–11 février                     | 3e     | Mikko Hirvonen     | Ford Focus RS WRC 06  | BP-Ford WRT                    | 3 h 08 min 36 s 1 |
|       |                                                  |        |                    |                       |                                |                   |
| 3     | Rallye de Norvège 16–18 février                  | 1er    | Mikko Hirvonen     | Ford Focus RS WRC 06  | BP-Ford WRT                    | 3 h 28 min 17 s 0 |
| 3     | Rallye de Norvège 16–18 février                  | 2e     | Marcus Grönholm    | Ford Focus RS WRC 06  | BP-Ford WRT                    | 3 h 28 min 26 s 5 |
| 3     | Rallye de Norvège 16–18 février                  | 3e     | Henning Solberg    | Ford Focus RS WRC 06  | Stobart M-Sport Ford WRT       | 3 h 32 min 01 s 6 |
|       |                                                  |        |                    |                       |                                |                   |
| 4     | Rallye du Mexique 9–11 mars                      | 1er    | Sébastien Loeb     | Citroën C4 WRC        | Citroën Total World Rally Team | 3 h 48 min 13 s 3 |
| 4     | Rallye du Mexique 9–11 mars                      | 2e     | Marcus Grönholm    | Ford Focus RS WRC 06  | BP-Ford WRT                    | 3 h 49 min 09 s 1 |
| 4     | Rallye du Mexique 9–11 mars                      | 3e     | Mikko Hirvonen     | Ford Focus RS WRC 06  | BP-Ford WRT                    | 3 h 49 min 41 s 0 |
|       |                                                  |        |                    |                       |                                |                   |
| 5     | Rallye du Portugal 30 mars–1er avril             | 1er    | Sébastien Loeb     | Citroën C4 WRC        | Citroën Total World Rally Team | 3 h 53 min 33 s 1 |
| 5     | Rallye du Portugal 30 mars–1er avril             | 2e     | Petter Solberg     | Subaru Impreza WRC 06 | Subaru World Rally Team        | 3 h 56 min 47 s 0 |
| 5     | Rallye du Portugal 30 mars–1er avril             | 3e     | Daniel Sordo       | Citroën C4 WRC        | Citroën Total World Rally Team | 3 h 58 min 38 s 4 |
|       |                                                  |        |                    |                       |                                |                   |
| 6     | Rallye d'Argentine 4–6 mai                       | 1er    | Sébastien Loeb     | Citroën C4 WRC        | Citroën Total World Rally Team | 2 h 52 min 03 s 8 |
| 6     | Rallye d'Argentine 4–6 mai                       | 2e     | Marcus Grönholm    | Ford Focus RS WRC 06  | BP-Ford WRT                    | 2 h 52 min 40 s 5 |
| 6     | Rallye d'Argentine 4–6 mai                       | 3e     | Mikko Hirvonen     | Ford Focus RS WRC 06  | BP-Ford WRT                    | 2 h 54 min 19 s 0 |
|       |                                                  |        |                    |                       |                                |                   |
| 7     | Rallye de Sardaigne 18–20 mai                    | 1er    | Marcus Grönholm    | Ford Focus RS WRC 06  | BP-Ford WRT                    | 3 h 48 min 42 s 0 |
| 7     | Rallye de Sardaigne 18–20 mai                    | 2e     | Mikko Hirvonen     | Ford Focus RS WRC 06  | BP-Ford WRT                    | 3 h 49 min 11 s 2 |
| 7     | Rallye de Sardaigne 18–20 mai                    | 3e     | Daniel Sordo       | Citroën C4 WRC        | Citroën Total World Rally Team | 3 h 50 min 03 s 8 |
|       |                                                  |        |                    |                       |                                |                   |
| 8     | Rallye de l'Acropole 1er–3 juin                  | 1er    | Marcus Grönholm    | Ford Focus RS WRC 06  | BP-Ford WRT                    | 3 h 49 min 22 s 6 |
| 8     | Rallye de l'Acropole 1er–3 juin                  | 2e     | Sébastien Loeb     | Citroën C4 WRC        | Citroën Total World Rally Team | 3 h 50 min 01 s 2 |
| 8     | Rallye de l'Acropole 1er–3 juin                  | 3e     | Petter Solberg     | Subaru Impreza WRC 06 | Subaru World Rally Team        | 3 h 50 min 56 s 7 |
|       |                                                  |        |                    |                       |                                |                   |
| 9     | Rallye de Finlande 3–5 août                      | 1er    | Marcus Grönholm    | Ford Focus RS WRC 07  | BP-Ford WRT                    | 2 h 57 min 26 s 1 |
| 9     | Rallye de Finlande 3–5 août                      | 2e     | Mikko Hirvonen     | Ford Focus RS WRC 07  | BP-Ford WRT                    | 2 h 57 min 50 s 3 |
| 9     | Rallye de Finlande 3–5 août                      | 3e     | Sébastien Loeb     | Citroën C4 WRC        | Citroën Total World Rally Team | 2 h 58 min 36 s 0 |
|       |                                                  |        |                    |                       |                                |                   |
| 10    | Rallye d'Allemagne 17–19 août                    | 1er    | Sébastien Loeb     | Citroën C4 WRC        | Citroën Total World Rally Team | 3 h 27 min 27 s 5 |
| 10    | Rallye d'Allemagne 17–19 août                    | 2e     | François Duval     | Citroën Xsara WRC     | OMV Kronos Citroën WRT         | 3 h 27 min 47 s 8 |
| 10    | Rallye d'Allemagne 17–19 août                    | 3e     | Mikko Hirvonen     | Ford Focus RS WRC 07  | BP-Ford WRT                    | 3 h 28 min 46 s 6 |
|       |                                                  |        |                    |                       |                                |                   |
| 11    | Rallye de Nouvelle-Zélande 31 août–2 septembre   | 1er    | Marcus Grönholm    | Ford Focus RS WRC 07  | BP-Ford WRT                    | 3 h 52 min 53 s 9 |
| 11    | Rallye de Nouvelle-Zélande 31 août–2 septembre   | 2e     | Sébastien Loeb     | Citroën C4 WRC        | Citroën Total World Rally Team | 3 h 52 min 54 s 2 |
| 11    | Rallye de Nouvelle-Zélande 31 août–2 septembre   | 3e     | Mikko Hirvonen     | Ford Focus RS WRC 07  | BP-Ford WRT                    | 3 h 54 min 36 s 7 |
|       |                                                  |        |                    |                       |                                |                   |
| 12    | Rallye de Catalogne 5–7 octobre                  | 1er    | Sébastien Loeb     | Citroën C4 WRC        | Citroën Total World Rally Team | 3 h 22 min 50 s 5 |
| 12    | Rallye de Catalogne 5–7 octobre                  | 2e     | Daniel Sordo       | Citroën C4 WRC        | Citroën Total World Rally Team | 3 h 23 min 05 s 3 |
| 12    | Rallye de Catalogne 5–7 octobre                  | 3e     | Marcus Grönholm    | Ford Focus RS WRC 07  | BP-Ford WRT                    | 3 h 23 min 30 s 3 |
|       |                                                  |        |                    |                       |                                |                   |
| 13    | Tour de Corse 12–14 octobre                      | 1er    | Sébastien Loeb     | Citroën C4 WRC        | Citroën Total World Rally Team | 3 h 28 min 31 s 5 |
| 13    | Tour de Corse 12–14 octobre                      | 2e     | Marcus Grönholm    | Ford Focus RS WRC 07  | BP-Ford WRT                    | 3 h 28 min 55 s 2 |
| 13    | Tour de Corse 12–14 octobre                      | 3e     | Daniel Sordo       | Citroën C4 WRC        | Citroën Total World Rally Team | 3 h 29 min 15 s 8 |
|       |                                                  |        |                    |                       |                                |                   |
| 14    | Rallye du Japon 26–28 octobre                    | 1er    | Mikko Hirvonen     | Ford Focus RS WRC 07  | BP-Ford WRT                    | 3 h 23 min 57 s 6 |
| 14    | Rallye du Japon 26–28 octobre                    | 2e     | Daniel Sordo       | Citroën C4 WRC        | Citroën Total World Rally Team | 3 h 24 min 35 s 0 |
| 14    | Rallye du Japon 26–28 octobre                    | 3e     | Henning Solberg    | Ford Focus RS WRC 06  | Stobart M-Sport Ford WRT       | 3 h 28 min 31 s 3 |
|       |                                                  |        |                    |                       |                                |                   |
| 15    | Rallye d'Irlande 16–18 novembre                  | 1er    | Sébastien Loeb     | Citroën C4 WRC        | Citroën Total World Rally Team | 3 h 01 min 39 s 2 |
| 15    | Rallye d'Irlande 16–18 novembre                  | 2e     | Daniel Sordo       | Citroën C4 WRC        | Citroën Total World Rally Team | 3 h 02 min 32 s 6 |
| 15    | Rallye d'Irlande 16–18 novembre                  | 3e     | Jari-Matti Latvala | Ford Focus RS WRC 07  | Stobart M-Sport Ford WRT       | 3 h 03 min 27 s 4 |
|       |                                                  |        |                    |                       |                                |                   |
| 16    | Rallye de Grande-Bretagne 30 novembre–2 décembre | 1er    | Mikko Hirvonen     | Ford Focus RS WRC 07  | BP-Ford WRT                    | 3 h 22 min 50 s 9 |
| 16    | Rallye de Grande-Bretagne 30 novembre–2 décembre | 2e     | Marcus Grönholm    | Ford Focus RS WRC 07  | BP-Ford WRT                    | 3 h 23 min 06 s 1 |
| 16    | Rallye de Grande-Bretagne 30 novembre–2 décembre | 3e     | Sébastien Loeb     | Citroën C4 WRC        | Citroën Total World Rally Team | 3 h 24 min 23 s 9 |
|       |                                                  |        |                    |                       |                                |                   |

## Participants
| Écurie                                       | Constructeur | Voiture                   | Pilote                  | Copilote             | Manches                  |
| -------------------------------------------- | ------------ | ------------------------- | ----------------------- | -------------------- | ------------------------ |
| Citroën Total WRT (écurie officielle)        | Citroën      | Citroën C4 WRC            | Sébastien Loeb          | Daniel Elena         | Toutes                   |
| Citroën Total WRT (écurie officielle)        | Citroën      | Citroën C4 WRC            | Dani Sordo              | Marc Martí           | Toutes                   |
| OMV Kronos Citroën WRT                       | Citroën      | Citroën Xsara WRC         | Manfred Stohl           | Ilka Minor           | Toutes                   |
| OMV Kronos Citroën WRT                       | Citroën      | Citroën Xsara WRC         | Daniel Carlsson         | Denis Giraudet       | 2-3, 5, 7                |
| OMV Kronos Citroën WRT                       | Citroën      | Citroën Xsara WRC         | François Duval          | Patrick Pivato       | 10, 12-13                |
| Aimont Racing Team                           | Citroën      | Citroën Xsara WRC         | Gianluigi Galli         | Giovanni Bernacchini | 2-3, 5                   |
| Astra Racing                                 | Citroën      | Citroën Xsara WRC         | Toni Gardemeister       | Jakke Honkanen       | 10                       |
| Privé                                        | Citroën      | Citroën Xsara WRC         | Conrad Rautenbach       | Davis Senior         | 16                       |
| BP Ford World Rally Team (écurie officielle) | Ford         | Ford Focus WRC (phase 3)  | Marcus Grönholm         | Timo Rautiainen      | Toutes                   |
| BP Ford World Rally Team (écurie officielle) | Ford         | Ford Focus WRC (phase 3)  | Mikko Hirvonen          | Jarmo Lehtinen       | Toutes                   |
| BP Ford World Rally Team (écurie officielle) | Ford         | Ford Focus WRC (phase 3)  | Khalid Al-Qassimi       | Nicky Beech          | 9-10, 12, 15             |
| Stobart VK Ford Rally Team                   | Ford         | Ford Focus WRC (phase 3)  | Jari-Matti Latvala      | Miikka Anttila       | Toutes                   |
| Stobart VK Ford Rally Team                   | Ford         | Ford Focus WRC (phase 3)  | Henning Solberg         | Cato Menkerud        | 1-14, 16                 |
| Stobart VK Ford Rally Team                   | Ford         | Ford Focus WRC (phase 3)  | Henning Solberg         | Göran Bergsten       | 15                       |
| Stobart VK Ford Rally Team                   | Ford         | Ford Focus WRC (phase 3)  | Matthew Wilson          | Michael Orr          | Toutes                   |
| Stobart VK Ford Rally Team                   | Ford         | Ford Focus WRC (phase 3)  | Alessandro Bettega      | Simone Scattolin     | 13                       |
| Stobart VK Ford Rally Team                   | Ford         | Ford Focus WRC (phase 2)  | Gareth Jones            | David Moynihan       | 12, 15-16                |
| Stobart VK Ford Rally Team                   | Ford         | Ford Focus WRC (phase 2)  | Gareth Jones            | James O'Brien        | 9                        |
| Stobart VK Ford Rally Team                   | Ford         | Ford Focus WRC (phase 2)  | Ray Breen               | Andrew Purcell       | 15                       |
| Stobart VK Ford Rally Team                   | Ford         | Ford Focus WRC (phase 2)  | Andreas Mikkelsen       | Ola Fløene           | 3, 5                     |
| Ramsport                                     | Ford         | Ford Focus WRC (phase 3)  | Andreas Mikkelsen       | Ola Fløene           | 16                       |
| Ramsport                                     | Ford         | Ford Focus WRC (phase 2)  | Andreas Mikkelsen       | Ola Fløene           | 9-10, 12-13, 15          |
| Ramsport                                     | Ford         | Ford Focus WRC (phase 2)  | Guy Wilks               | Phil Pugh            | 3, 5, 8-10               |
| Munchi's Ford WRT                            | Ford         | Ford Focus WRC (phase 3)  | Luís Pérez Companc      | Jose Maria Volta     | 2, 4, 6-9, 11-12, 14, 16 |
| Munchi's Ford WRT                            | Ford         | Ford Focus WRC (phase 3)  | Juan Pablo Raies        | Jorge Perez Companc  | 2-3, 6                   |
| Munchi's Ford WRT                            | Ford         | Ford Focus WRC (phase 3)  | Federico Villagra       | Jorge Perez Companc  | 7-9, 11-12, 16           |
| Munchi's Ford WRT                            | Ford         | Ford Focus WRC (phase 3)  | Federico Villagra       | José Luis Díaz       | 14                       |
| Van Merksteijn Motorsport                    | Ford         | Ford Focus WRC (phase 3)  | Peter van Merksteijn    | Erwin Berkhof        | 10, 12                   |
| Van Merksteijn Motorsport                    | Ford         | Ford Focus WRC (phase 3)  | Peter van Merksteijn    | Hilco van Beek       | 16                       |
| Privé                                        | Ford         | Ford Focus WRC (phase 3)  | Gareth MacHale          | Paul Nagle           | 4-5, 7                   |
| Privé                                        | Ford         | Ford Focus WRC (phase 3)  | Gareth MacHale          | Allan Harryman       | 15                       |
| Privé                                        | Ford         | Ford Focus WRC (phase 2)  | Gareth MacHale          | Paul Nagle           | 1                        |
| Privé                                        | Ford         | Ford Focus WRC (phase 2)  | Eamonn Boland           | Francis Regan        | 1                        |
| Privé                                        | Ford         | Ford Focus WRC (phase 2)  | Thomas Schie            | Göran Bergsten       | 2-3, 10, 12              |
| Privé                                        | Ford         | Ford Focus WRC (phase 2)  | Austin McHale           | Brian Murphy         | 4, 15                    |
| Privé                                        | Ford         | Ford Focus WRC (phase 2)  | Aaron MacHale           | Killian Duffy        | 15                       |
| Privé                                        | Ford         | Ford Focus WRC (phase 2)  | Noel McCarrick          | Damien Connolly      | 15                       |
| Privé                                        | Ford         | Ford Focus WRC (phase 2)  | Paddy White             | Graeme Stewart       | 15                       |
| Privé                                        | Ford         | Ford Focus WRC (phase 1)  | Mats Jonsson            | Johnny Johansson     | 2                        |
| Privé                                        | Ford         | Ford Focus WRC (phase 1)  | Christian August Selmer | Nils-Henrik Holmen   | 3                        |
| Privé                                        | Ford         | Ford Focus WRC (phase 1)  | Einar Staff Jr.         | Kim Alexandra Staff  | 3                        |
| Privé                                        | Ford         | Ford Focus WRC (phase 1)  | George Tracey           | Jane O'Connor        | 15                       |
| Subaru World Rally Team (écurie officielle)  | Subaru       | Subaru Impreza S12B WRC   | Petter Solberg          | Phil Mills           | 4-16                     |
| Subaru World Rally Team (écurie officielle)  | Subaru       | Subaru Impreza S12B WRC   | Chris Atkinson          | Glenn MacNeall       | 4-5                      |
| Subaru World Rally Team (écurie officielle)  | Subaru       | Subaru Impreza S12B WRC   | Chris Atkinson          | Stéphane Prévot      | 6-16                     |
| Subaru World Rally Team (écurie officielle)  | Subaru       | Subaru Impreza S12B WRC   | Xevi Pons               | Xavier Amigò         | 9-16                     |
| Subaru World Rally Team (écurie officielle)  | Subaru       | Subaru Impreza S12 WRC    | Petter Solberg          | Phil Mills           | 1-3                      |
| Subaru World Rally Team (écurie officielle)  | Subaru       | Subaru Impreza S12 WRC    | Chris Atkinson          | Glenn MacNeall       | 1-3                      |
| Privé                                        | Subaru       | Subaru Impreza S12 WRC    | Eamonn Boland           | Francis Regan        | 12, 15                   |
| Privé                                        | Subaru       | Subaru Impreza S12 WRC    | Mark van Eldik          | Michel Groenewoud    | 10, 12, 16               |
| Privé                                        | Subaru       | Subaru Impreza S12 WRC    | René Kuipers            | Erwin Mombaerts      | 10, 16                   |
| Privé                                        | Subaru       | Subaru Impreza S12 WRC    | Kris Meeke              | Paul Nagle           | 15                       |
| Privé                                        | Subaru       | Subaru Impreza S11 WRC    | Guy Wilks               | Phil Pugh            | 3, 5, 8-10               |
| Privé                                        | Subaru       | Subaru Impreza S11 WRC    | Armodios Vovos          | El-Em                | 8                        |
| Privé                                        | Subaru       | Subaru Impreza S11 WRC    | Andrew Nesbitt          | James O'Brien        | 15                       |
| Privé                                        | Subaru       | Subaru Impreza S11 WRC    | Tim McNulty             | Eugene O'Donnell     | 15                       |
| Privé                                        | Subaru       | Subaru Impreza S11 WRC    | Kevin Barrett           | Barry Goodman        | 15                       |
| Privé                                        | Subaru       | Subaru Impreza S11 WRC    | Sean Devine             | Paul McLoughlin      | 15                       |
| Adapta AS                                    | Subaru       | Subaru Impreza S10 WRC    | Mads Østberg            | Ole Kristian Unnerud | 2-3, 5, 7, 9, 16         |
| Rally Team Olsbergs                          | Subaru       | Subaru Impreza S10 WRC    | Patrik Flodin           | Maria Andersson      | 2                        |
| Privé                                        | Subaru       | Subaru Impreza S10 WRC    | Anders Grøndal          | Trond-Inge Østbye    | 3                        |
| Privé                                        | Subaru       | Subaru Impreza S9 WRC     | Rune Dalsjø             | Jens Olav Løvhøyden  | 3                        |
| Privé                                        | Subaru       | Subaru Impreza S9 WRC     | Emma McKinstry          | Kenny Hull           | 15                       |
| Privé                                        | Subaru       | Subaru Impreza S8 WRC     | Darren Gass             | Neil Shanks          | 15                       |
| Czech Rally Team Kopecký                     | Škoda        | Škoda Fabia WRC           | Jan Kopecký             | Filip Schovánek      | 1-3, 5, 7-10, 12-13, 16  |
| First Motorsport Škoda                       | Škoda        | Škoda Fabia WRC           | François Duval          | Jean-François Elst   | 8                        |
| Privé                                        | Škoda        | Škoda Fabia WRC           | Erik Wevers             | Jalmar van Weeren    | 10                       |
| Privé                                        | Škoda        | Škoda Fabia WRC           | Harry Kleinjan          | Bart Hissink         | 10                       |
| Privé                                        | Škoda        | Škoda Fabia WRC           | Harry Kleinjan          | Sander Röling        | 16                       |
| Privé                                        | Škoda        | Škoda Fabia WRC           | François Leandri        | Gilbert Luigi        | 13                       |
| Privé                                        | Škoda        | Škoda Fabia WRC           | Eugene Donnelly         | Harri Kaapro         | 15                       |
| Privé                                        | Škoda        | Škoda Octavia WRC         | Jukka Ketomäki          | Kai Risberg          | 9                        |
| Privé                                        | Škoda        | Škoda Octavia WRC         | Melis Charalambous      | Mark Crisp           | 16                       |
| Privé                                        | Peugeot      | Peugeot 307 WRC           | Jean-Marie Cuoq         | David Marty          | 1                        |
| Privé                                        | Peugeot      | Peugeot 307 WRC           | Philippe Roux           | Eric Jordan          | 1                        |
| Privé                                        | Peugeot      | Peugeot 307 WRC           | Anders Kjær             | Trond Svendsen       | 3                        |
| Privé                                        | Peugeot      | Peugeot 307 WRC           | Armando Pereira         | Karine Gehin         | 13                       |
| Privé                                        | Peugeot      | Peugeot 307 WRC           | José Micheli            | Virginie Dejoye      | 13                       |
| Baporo Motorsport                            | Peugeot      | Peugeot 307 WRC           | Jordi Zurita            | Óscar Sánchez        | 12                       |
| Privé                                        | Peugeot      | Peugeot 206 WRC           | Frédéric Romeyer        | Marie-Ange Lachand   | 1                        |
| Privé                                        | Peugeot      | Peugeot 206 WRC           | Tord Linnerud           | Ragnar Engen         | 3                        |
| Privé                                        | Peugeot      | Peugeot 206 WRC           | Ricardo Triviño         | Borja Aguado         | 9                        |
| Privé                                        | Peugeot      | Peugeot 206 WRC           | Alain Vauthier          | François Ravault     | 13                       |
| Privé                                        | Peugeot      | Peugeot 206 WRC           | Georges Guebey          | Nadège Passaquin     | 13                       |
| MMSP Ltd                                     | Mitsubishi   | Mitsubishi Lancer WRC '05 | Toni Gardemeister       | Jakke Honkanen       | 1-3, 5, 7                |
| MMSP Ltd                                     | Mitsubishi   | Mitsubishi Lancer WRC '05 | Xevi Pons               | Xavier Amigò         | 1-3                      |
| Mitsubishi Motors de Portugal                | Mitsubishi   | Mitsubishi Lancer WRC '05 | Armindo Araújo          | Miguel Ramalho       | 5                        |
| Blue Rose Team                               | Mitsubishi   | Mitsubishi Lancer WRC '05 | Kristian Sohlberg       | Risto Pietiläinen    | 9                        |
| Privé                                        | Mitsubishi   | Mitsubishi Lancer WRC '05 | Juho Hänninen           | Mikko Markkula       | 3, 7, 9                  |
| Privé                                        | Mitsubishi   | Mitsubishi Lancer WRC '05 | Urmo Aava               | Kuldar Sikk          | 8-9, 11                  |
| Privé                                        | Mitsubishi   | Mitsubishi Lancer WRC '05 | Kaj Kuistila            | Kari Jokinen         | 9                        |
| Suzuki World Rally Team équipe officielle    | Suzuki       | Suzuki SX4 WRC            | Nicolas Bernardi        | Jean-Marc Fortin     | 13                       |
| Suzuki World Rally Team équipe officielle    | Suzuki       | Suzuki SX4 WRC            | Sebastian Lindholm      | Tomi Tuominen        | 16                       |
| Privé                                        | Hyundai      | Hyundai Accent WRC        | Stephen Simpson         | Patrick Walsh        | 16                       |

## Classements
| Pos. | Pilote             | Rallyes | Rallyes | Rallyes | Rallyes | Rallyes | Rallyes | Rallyes | Rallyes | Rallyes | Rallyes | Rallyes | Rallyes | Rallyes | Rallyes | Rallyes | Rallyes | Total points |
| Pos. | Pilote             | MON     | SWE     | NOR     | MEX     | POR     | ARG     | ITA     | GRC     | FIN     | ALL     | NZL     | ESP     | FRA     | JPN     | IRL     | GBR     | Total points |
| ---- | ------------------ | ------- | ------- | ------- | ------- | ------- | ------- | ------- | ------- | ------- | ------- | ------- | ------- | ------- | ------- | ------- | ------- | ------------ |
| 1    | Sébastien Loeb     | 10      | 8       | -       | 10      | 10      | 10      | -       | 8       | 6       | 10      | 8       | 10      | 10      | -       | 10      | 6       | 116          |
| 2    | Marcus Grönholm    | 6       | 10      | 8       | 8       | 5       | 8       | 10      | 10      | 10      | 5       | 10      | 6       | 8       | -       | -       | 8       | 112          |
| 3    | Mikko Hirvonen     | 4       | 6       | 10      | 6       | 4       | 6       | 8       | 5       | 8       | 6       | 6       | 5       | -       | 10      | 5       | 10      | 99           |
| 4    | Daniel Sordo       | 8       | -       | -       | 5       | 6       | 3       | 6       | -       | -       | -       | 3       | 8       | 6       | 8       | 8       | 4       | 65           |
| 5    | Petter Solberg     | 3       | -       | 5       | -       | 8       | -       | 4       | 6       | -       | 3       | 2       | 3       | 4       | -       | 4       | 5       | 47           |
| 6    | Henning Solberg    | -       | 5       | 6       | -       | -       | 4       | 5       | 4       | 4       | -       | -       | -       | -       | 6       | -       | -       | 34           |
| 7    | Chris Atkinson     | 5       | 1       | -       | 4       | -       | 2       | -       | 3       | 5       | -       | 5       | 1       | 3       | -       | -       | 2       | 31           |
| 8    | Jari-Matti Latvala | -       | -       | 4       | 2       | 1       | 5       | -       | -       | -       | 1       | 4       | 2       | 5       | -       | 6       | -       | 30           |
| 9    | Manfred Stohl      | -       | 2       | -       | 3       | -       | 1       | 2       | 1       | -       | -       | -       | -       | -       | 3       | -       | 1       | 13           |
| 10   | François Duval     | -       | -       | -       | -       | -       | -       | -       | -       | -       | 8       | -       | 4       | -       | -       | -       | -       | 12           |
| 11   | Matthew Wilson     | -       | -       | -       | 1       | -       | -       | -       | -       | -       | -       | -       | -       | -       | 5       | 2       | 3       | 11           |
| 12   | Jan Kopecký        | 1       | -       | 1       | -       | -       | -       | -       | 2       | -       | 4       | -       | -       | 2       | -       | -       | -       | 10           |
| 13   | Toni Gardemeister  | 2       | 3       | -       | -       | -       | -       | 3       | -       | -       | 2       | -       | -       | -       | -       | -       | -       | 10           |
| 14   | Daniel Carlsson    | -       | 4       | 2       | -       | 3       | -       | -       | -       | -       | -       | -       | -       | -       | -       | -       | -       | 9            |
| 15   | Gianluigi Galli    | -       | -       | 3       | -       | 2       | -       | -       | -       | -       | -       | -       | -       | -       | -       | -       | -       | 5            |
| 16   | Luís Pérez Companc | -       | -       | -       | -       | -       | -       | -       | -       | -       | -       | -       | -       | -       | 4       | -       | -       | 4            |
| 17   | Xavier Pons        | -       | -       | -       | -       | -       | -       | -       | -       | 3       | -       | -       | -       | 1       | -       | -       | -       | 4            |
| 18   | Urmo Aava          | -       | -       | -       | -       | -       | -       | -       | -       | 2       | -       | 1       | -       | -       | -       | -       | -       | 3            |
| 19   | Federico Villagra  | -       | -       | -       | -       | -       | -       | -       | -       | -       | -       | -       | -       | -       | 2       | -       | -       | 2            |
| 20   | Mads Østberg       | -       | -       | -       | -       | -       | -       | -       | -       | 1       | -       | -       | -       | -       | -       | -       | -       | 1            |
| 21   | Katsuhiko Taguchi  | -       | -       | -       | -       | -       | -       | -       | -       | -       | -       | -       | -       | -       | 1       | -       | -       | 1            |
| 22   | Juho Hänninen      | -       | -       | -       | -       | -       | -       | 1       | -       | -       | -       | -       | -       | -       | -       | -       | -       | 1            |

| Couleur | Résultat                                                         |
| ------- | ---------------------------------------------------------------- |
| Or      | Vainqueur                                                        |
| Argent  | 2e place                                                         |
| Bronze  | 3e place                                                         |
| Vert    | Classé, dans les points                                          |
| Bleu    | Classé, hors des points Non classé (Nc.)                         |
| Mauve   | Abandon (Ab.) Retrait (Re.)                                      |
| Noir    | Disqualifié (Dq.)                                                |
| Blanc   | N'a pas pris le départ (Np.) Forfait (Forf.) Épreuve annulée (A) |
| Aucune  | N'a pas participé (-)                                            |

| Pos. | Écuries                  | Rallyes | Rallyes | Rallyes | Rallyes | Rallyes | Rallyes | Rallyes | Rallyes | Rallyes | Rallyes | Rallyes | Rallyes | Rallyes | Rallyes | Rallyes | Rallyes | Total points |
| Pos. | Écuries                  | MON     | SWE     | NOR     | MEX     | POR     | ARG     | ITA     | GRC     | FIN     | ALL     | NZL     | ESP     | FRA     | JPN     | IRL     | GBR     | Total points |
| ---- | ------------------------ | ------- | ------- | ------- | ------- | ------- | ------- | ------- | ------- | ------- | ------- | ------- | ------- | ------- | ------- | ------- | ------- | ------------ |
| 1    | BP-Ford WRT              | 10      | 16      | 18      | 14      | 9       | 14      | 18      | 15      | 18      | 11      | 16      | 11      | 9       | 10      | 5       | 18      | 212          |
| 2    | Citroën Total WRT        | 18      | 9       | 1       | 15      | 16      | 13      | 6       | 8       | 6       | 10      | 11      | 18      | 16      | 8       | 18      | 10      | 183          |
| 3    | Subaru WRT               | 8       | 2       | 5       | 4       | 8       | 2       | 5       | 9       | 5       | 5       | 7       | 4       | 7       | 2       | 6       | 8       | 87           |
| 4    | Stobart M-Sport Ford WRT | 1       | 5       | 10      | 3       | 2       | 9       | 7       | 4       | 4       | 5       | 5       | 2       | 7       | 7       | 9       | 1       | 81           |
| 5    | OMV Kronos Citroën WRT   | 2       | 7       | 5       | 3       | 4       | 1       | 3       | 2       | -       | 8       | -       | 4       | -       | 4       | -       | 2       | 45           |
| 6    | Munchi's Ford WRT        | -       | -       | -       | -       | -       | -       | -       | 1       | 5       | -       | -       | -       | -       | 8       | -       | -       | 14           |